# Georges Vendryes
Pour les articles homonymes, voir Vendryes.
Georges Vendryes, né le 7 septembre 1920 à Paris et mort le 16 septembre 2014 à Rocquencourt (Yvelines), est un physicien français.

## Formation
Il était diplômé de l'École polytechnique et de l'École nationale des ponts et chaussées. Il était docteur en physique nucléaire de la faculté des sciences de Paris.

## Carrière
Il a commencé sa carrière en 1948 au CEA où il a travaillé sous la direction de Frédéric Joliot-Curie. Il a ensuite été le directeur du département des réacteurs nucléaires du CEA de 1971 à 1982, puis le conseiller du directeur du CEA de 1983 à 1988. 
Il a joué un rôle jugé déterminant dans le programme nucléaire français, en particulier dans la conception des réacteurs nucléaires à neutrons rapides, dont les premiers exemples sont Harmonie (1965), Masurca (1966), Rapsodie à Cadarache (1967), Phénix à Marcoule (1973) et Superphénix à Creys-Malville (1985).
Il a développé des collaborations en Europe et aux États-Unis, notamment avec les laboratoires du département américain de l’énergie, le DOE. 
Il était membre de la Société française d'énergie nucléaire et du Groupe de réflexion GR21.

## Prix et distinctions
- Prix Enrico-Fermi (1984)[3]
- Prix japonais (1988)[4]
- Prix de la Société indienne pour l'énergie nucléaire (2007)
- Bennet Lewis Award for sustainable energy (2010)
- Commandeur de l'Ordre du Mérite de la République fédérale d'Allemagne
- Officier de la Légion d'honneur
- Grand officier de l'ordre national du Mérite

## Publications
- Superphénix, pourquoi?, Paris, Gif-sur-Yvette, Nucléon, 1997.
- Les surgénérateurs, Paris, Presses universitaires de France, 1987.
- Études préliminaires conduisant à un concept de réacteur à neutrons rapides de 1000 MWe, avec Casimir Pierre Zaleski, Gif-sur-Yvette, Centre d'études nucléaires de Saclay, 1964.
- L'Énergie thermonucléaire, de Claude Etiévant, préface de Georges Vendryes, 1962.
- Production et étude de décharges à forte intensité, avec Claude Breton, Jean-Émile Charon, Pierre Hubert et Pierre Yvon, Saclay, Centre d'études nucléaires, Service de documentation, 1957.
- Spectromètre à neutrons par diffraction cristalline, avec Jean-Michel Auclair et Pierre Hubert, Saclay, Centre d'études nucléaires, Paris, Éditions des Presses documentaires, 1956.
- Introduction à l'étude neutronique des piles, Saclay, Seine-et-Oise, Centre d'études nucléaires, 1956.
- Les réacteurs homogènes, Saclay, Seine-et-Oise, Centre d'études nucléaires, 1956.
- Cinétique des piles à température constante, Saclay, Seine-et-Oise, Centre d'études nucléaires, 1956.
- Ralentissement des neutrons dans un milieu modérateur, Saclay, Seine-et-Oise, Centre d'études nucléaires, 1956.
- Diffusion des neutrons thermiques, Saclay, Seine-et-Oise, Centre d'études nucléaires, 1956.
- Milieu multiplicateur de dimensions finies, taille critique, Saclay, Seine-et-Oise, Centre d'études nucléaires, 1956.
- Étude des sections efficaces de fission de U 233, U 235 et Pu 239 pour les neutrons lents, avec Jean-Michel Auclair et Pierre Hubert, Saclay, Centre d'études nucléaires, 1955.
- Mesure de la section efficace de capture de 236 U pour un spectre de neutrons de pile, avec Jean-Michel Auclair, Pierre Hubert et René Joly, Saclay, Centre d'études nucléaires, 1955.
- Cinétique des piles à uranium naturel à température constante, cours de génie atomique, Saclay, Centre d'études nucléaires, 1955.
- Étude de la variation de la section efficace de fission de l'uranium 235 dans le domaine thermique et épithermique, avec Jean-Michel Auclair et Pierre Hubert, 1954.
- Étude de la variation de section efficace de fission de 239 Pu dans le domaine thermique et épithermique, avec Jean-Michel Auclair et Pierre Hubert, Comptes rendus hebdomadaires des séances de l'Académie des sciences, 1954.
- Recherches sur la radioactivité β et l'isomérie nucléaire à vie brève, thèse de doctorat en sciences physiques,  Université de Paris, Paris, Masson, 1952.